# Cayoosh Range
Cayoosh Range är ett berg i Kanada.   Det ligger i provinsen British Columbia, i den sydvästra delen av landet, 3 500 km väster om huvudstaden Ottawa. Toppen på Cayoosh Range är 1 929 meter över havet.
Terrängen runt Cayoosh Range är bergig norrut, men söderut är den kuperad. Trakten runt Cayoosh Range är nära nog obefolkad, med mindre än två invånare per kvadratkilometer.. 
I omgivningarna runt Cayoosh Range växer i huvudsak barrskog.